# Lista dos deputados estaduais de Santa Catarina – 13.ª legislatura (1995–1999)
Lista dos deputados estaduais de Santa Catarina - 13ª legislatura (1995 — 1999).

## Composição das bancadas
| Partido | Líder               | Bancada | Posição  |
| ------- | ------------------- | ------- | -------- |
| PPR     | Eni Voltolini       | 14 / 40 | Oposição |
| PMDB    | João Henrique Blasi | 10 / 40 | Governo  |
| PFL     | Cesar Souza         | 6 / 40  | Oposição |
| PT      | Carlito Merss       | 5 / 40  | Oposição |
| PDT     | Afonso Spaniol      | 3 / 40  | Oposição |
| PL      | Jorginho Mello      | 1 / 40  | Oposição |
| PSDB    | Francisco Küster    | 1 / 40  | Oposição |

## Deputados estaduais
| Número | Deputados estaduais eleitos | Partido | Votação | Percentual | Cidade onde nasceu | Unidade federativa |
| 25105  | Cesar Souza                 | PFL     | 36.115  | 1,62%      | Rio do Sul         | Santa Catarina     |
| 11100  | Eni Voltolini               | PPR     | 33.179  | 1,49%      | Corupá             | Santa Catarina     |
| 11135  | Lício Mauro da Silveira     | PPR     | 32.014  | 1,44%      | Joinville          | Santa Catarina     |
| 25200  | Onofre Agostini             | PFL     | 29.173  | 1,31%      | Ipê                | Rio Grande do Sul  |
| 11203  | Gilmar Knaesel              | PPR     | 27.841  | 1,25%      | Pomerode           | Santa Catarina     |
| 25222  | Ciro Roza                   | PFL     | 26.734  | 1,20%      | Blumenau           | Santa Catarina     |
| 11233  | Reno Caramori               | PPR     | 26.716  | 1,20%      | Getúlio Vargas     | Rio Grande do Sul  |
| 11134  | Wilson Wan-Dall             | PPR     | 26.590  | 1,19%      | Gaspar             | Santa Catarina     |
| 25210  | Adelor Vieira               | PFL     | 26.487  | 1,19%      | Blumenau           | Santa Catarina     |
| 15157  | Manoel Mota                 | PMDB    | 24.864  | 1,12%      | Araranguá          | Santa Catarina     |
| 11223  | Pedro Bittencourt Neto      | PPR     | 23.800  | 1,07%      | Florianópolis      | Santa Catarina     |
| 15155  | Sérgio Silva                | PMDB    | 22.635  | 1,02%      | Joinville          | Santa Catarina     |
| 11165  | Leodegar Tiscoski           | PPR     | 21.247  | 0,95%      | Sombrio            | Santa Catarina     |
| 11271  | Ivan Ranzolin               | PPR     | 20.975  | 0,94%      | Lages              | Santa Catarina     |
| 11123  | Udo Wagner                  | PPR     | 20.891  | 0,94%      | Guaramirim         | Santa Catarina     |
| 15194  | Luiz Roberto Herbst         | PMDB    | 20.862  | 0,94%      | Mafra              | Santa Catarina     |
| 15220  | Herneus de Nadal            | PMDB    | 20.793  | 0,93%      | Palmitos           | Santa Catarina     |
| 25122  | Geraldo Werninghaus         | PFL     | 20.752  | 0,93%      | Rio do Sul         | Santa Catarina     |
| 25155  | Júlio Teixeira              | PFL     | 19.849  | 0,89%      | Rio do Sul         | Santa Catarina     |
| 13212  | Carlito Merss               | PT      | 19.513  | 0,88%      | Porto União        | Santa Catarina     |
| 15180  | Luiz Marini                 | PMDB    | 19.366  | 0,87%      | Concórdia          | Santa Catarina     |
| 22123  | Jorginho Mello              | PL      | 19.104  | 0,86%      | Ibicaré            | Santa Catarina     |
| 11211  | Otávio Gilson dos Santos    | PPR     | 18.688  | 0,84%      | Paulo Lopes        | Santa Catarina     |
| 11133  | Jandir Bellini              | PPR     | 18.560  | 0,83%      | Ponte Serrada      | Santa Catarina     |
| 11245  | Odacir Zonta                | PPR     | 18.225  | 0,82%      | Encantado          | Rio Grande do Sul  |
| 11266  | Gervásio Maciel             | PPR     | 17.839  | 0,80%      | Palhoça            | Santa Catarina     |
| 11218  | Olices Santini              | PPR     | 17.745  | 0,80%      | Tenente Portela    | Rio Grande do Sul  |
| 15140  | Ivo Konell                  | PMDB    | 17.194  | 0,77%      | Jaraguá do Sul     | Santa Catarina     |
| 15210  | Varderlei Rosso             | PMDB    | 16.897  | 0,76%      | Urussanga          | Santa Catarina     |
| 13110  | Idelvino Furlanetto         | PT      | 16.583  | 0,74%      | Lagoa Vermelha     | Rio Grande do Sul  |
| 15270  | Romildo Titon               | PMDB    | 16.030  | 0,72%      | Tangará            | Santa Catarina     |
| 13111  | Volnei Morastoni            | PT      | 15.949  | 0,72%      | Rio do Sul         | Santa Catarina     |
| 15144  | Gelson Sorgato              | PMDB    | 15.715  | 0,71%      | Antônio Prado      | Rio Grande do Sul  |
| 15215  | João Henrique Blasi         | PMDB    | 15.556  | 0,70%      | Florianópolis      | Santa Catarina     |
| 12234  | Jaime Mantelli              | PDT     | 13.215  | 0,59%      | Chapecó            | Santa Catarina     |
| 12123  | Décio Ribeiro               | PDT     | 12.830  | 0,58%      | Lages              | Santa Catarina     |
| 12222  | Afonso Spaniol              | PDT     | 12.568  | 0,56%      | Itapiranga         | Santa Catarina     |
| 13200  | Neodi Saretta               | PT      | 11.921  | 0,54%      | Jaborá             | Santa Catarina     |
| 13123  | Ideli Salvatti              | PT      | 11.832  | 0,53%      | São Paulo          | São Paulo          |
| 45113  | Francisco Küster            | PSDB    | 10.865  | 0,49%      | São Joaquim        | Santa Catarina     |